# 바버라 허시
바버라 허시(Barbara Hershey, 1948년 2월 5일 ~ )는 미국의 배우이다.

## 출연
- 2010년: 블랙 스완 (Black Swan) - 에리카 역
- 2010년: 인시디어스 (Insidious) - 로레인 역
- 2003년: 11시 14분 / pm 11:14 (pm 11:14 / Eleven Fourteen) - 노마 역
- 1996년: 졸업 (The Pallbearer) - 루스 애버너티 역
- 1993년: 반항의 춤 (Swing kids) - 프로우 뮬러 역
- 1993년: 폴링 다운 (Falling Down) - 베스 역
- 1988년: 두 여인 (Beaches) - 힐러리 휘트니 에섹스 역
- 1988년: 예수의 마지막 유혹 (The Last Temptation of Christ) - 마리아 막달레나 역
- 1984년: 내츄럴 (The Natural) - 해리엇 버드 역
- 1983년: 필사의 도전 (The Right Stuff) - 글레니스 이거 역
- 2004년: 라이딩 더 불렛 (Riding The Bullet)
- 1999년: 챔피언의 아침 (Breakfast Of Champions) - 셀리아 후버 역
- 1999년: 패션 (Passion)
- 1998년: 군인의 딸은 울지 않는다 (A Soldier's Daughter Never Cries) - 마르셀라 윌리스 역
- 1996년: 여인의 초상 (The Portrait of a Lady) - 멜 역
- 1995년: 라스트 도그맨 (Last Of The Dogmen) - 릴리안 역
- 1994년: 더 바이블 : 아브라함 (The Bible : Abraham) - 사라 역
- 1993년: 위험한 여인 (A Dangerous Woman) -
- 1992년: 그린 앤 레드 러브 (Stay The Night) - 지미 수 핑거 역
- 1992년: 특종 (The Public Eye)
- 1991년: 누명 (Defenseless)
- 1990년: 튠 인 투모로우 (Tune In Tomorrow) - 운트 줄리아 역
- 1988년: 갈라진 세계 (A World Apart)
- 1987년: 샤이 피플 (Shy People)
- 1986년: 배신의 늪 (Pssion Flower) - 줄리아 거스레드 역
- 1986년: 한나와 그 자매들 (Hannah and Her Sisters) - 리 역
- 1981년: 아메리카나 (Americana) - 제스의 딸 역
- 1981년: 심령의 공포 (The Entity) - 칼라 모란 역
- 1972년: 바바라 허시의 공황 시대 (Boxcar Bertha) - 베르사 톰슨 역